# サンズ (UNDERTALE)
サンズ（Sans）は、トビー・フォックスによって制作されたコンピュータRPG『UNDERTALE』に登場する架空の人物。ダジャレが好きで仕事はホットドッグ屋である。通常は友好的なコミックリリーフ及びノンプレイヤーキャラクターとして登場するが、プレイヤーがゲームのモンスターを自ら滅ぼす「虐殺ルート（Genocide run）」を進めた場合は、事実上のラストボスとなる。
サンズの名前は、ゲーム内でのサンズとの会話に使用されている書体のComic Sansが由来となっている。サンズのキャラクター性は、ゲームで最も難しいと考えられている彼との対話とボス戦の点において批評家から賞賛されている。またサンズ戦で流れるBGM「MEGALOVANIA」も高い評価を取っている。そしてサンズの人気は、ファンが作成したmodや他の種類のプロジェクトに影響を与えている。
次作『DELTARUNE』でもホームタウンの住民として登場。『大乱闘スマッシュブラザーズ SPECIAL』では、サンズの姿がMiiファイター 射撃タイプのコスチュームとなっている。

## 人物と容姿

### 『UNDERTALE』では
グレーのフードの青いパーカー、白のボーダーラインがある黒のショートパンツ、桃色のスリッパを履いたスケルトンとして登場する。本編以前には、弟のパピルス（Papyrus）と共に何処からかスノーフル（Snowdin）の街に引っ越している。　そしてPルートをクリアしたり秘密の鍵を入手難しい条件を達成すると入れるサンズの家の裏の研究室にはサンズとガスターがともに友好関係なのがわかったりもする　パピルスはロイヤル・ガード（Royal Guards）の見習いとして雇われ、サンズはパピルスからニンゲン（Human）を捕まえるための見張りを強制させられている（しかし寝ていたりニンゲンにいたずらを仕掛けたりしてあまり見張りをきちんとしていない）。
最初はスノーフルにて、後ろからニンゲンに近づくシルエットとして登場。ニンゲンと握手の際にブーブークッションを鳴らすなどおどけた言動を見せる。サンズは「筋金入りのニンゲンハンター」と称するパピルスと異なり、ニンゲンを捕まえることに興味はないと告げ、ニンゲンが追いかけてきたパピルスから身を隠すのを手伝う。その後サンズは森の先に進みパピルスを追いかけ、パピルスのパズルについて説明する。
物語が進むにつれ、サンズはコミックリリーフとして定期的に道中に現れ、プレイヤーに情報をもたらす。ゲームの後半では、サンズがニンゲンにレストランでの食事を誘い、プレイヤーは食事を受け入れるか選択できる。サンズは食事中での会話で、ダジャレの趣味を共有し、スノーフルの大きな扉の奥にいる女性（正体はトリエル）とどのように仲良くなったのかという話をする。サンズは、その女性と地下にやってきたニンゲンを殺さないことを約束したと明かし、その約束がなかった場合は「お前（ニンゲン）は今頃とっくに死んでいた」と語る。
サンズはニューホームにある「最後の回廊（Last Corridor）」にてもう一度登場し、ニンゲンがゲームを通して蓄積した「EXP」と「LOVE」の値の真の意味が、それぞれモンスター殺しによって手に入る「エクセキューター ポイント（Execution Points）」と「ぼうりょくレベル（Level of Violence）」であると明かす。そしてニンゲンのEXPとLOVEの値の高さを基にプレイヤーに評価を下して姿を消し、ニンゲンをモンスターの王であるアズゴア（Asgore）との戦いに進めさせる。ニンゲンがアズゴアとフラウィ（Flowey）を倒し地下を去った後、サンズはニンゲンに電話をかけ、ゲーム内でのニンゲンの行動によって異なる会話をし、ニンゲンが地下を去った後の自分やモンスターたちの動向について教える（パピルスを殺害していた場合、ニンゲンに対して「くそったれが」と悪態をつく）。ニンゲンがモンスターを一匹も殺害していないに加えて過去にNルートをクリアしていた場合の「真の平和主義者ルート（True Pacifist run，Pルート）」では、アズゴアとの戦いが阻止された後、サンズは他のキャラクターと共に現れる。この時、サンズはトリエルと初めて顔を合わせ、話をする。エンディングではパピルスと共に高速道路を走っている様子が描かれている。
プレイヤーが各エリアの全モンスターを殺害した場合（Genoside run，Gルート）では、サンズの行動が大きく異なる。パピルスとのボス戦の前には、「このまま今のやり方を続けていたら、最悪な目に遭わされるぞ」とプレイヤーを脅す。サンズの警告を無視し、そのまま出現するモンスターを虐殺し続けると、最終的には最後の回廊にてプレイヤーはサンズと対峙し、サンズはラストボスとしてプレイヤーによる世界の破壊を止めようとする。
戦闘中,サンズはSAVE&LOAD,リセットの事についても語る。
サンズ戦はUNDERTALEのバトル中,最高難易度を誇り、戦闘では「にがす」「はなす」のコマンドが通用しない。また攻撃はターンを最後まで続けるまで当たらないため、非常に長時間の戦闘となる。戦闘終了後、サンズはプレイヤーに「俺は止めたからな」と告げ、既にこの世にいないはずのパピルスに呼びかけながら絶命する。

### 『DELTARUNE』では
サンズは『DELTARUNE』のキャラクターとしても登場し、チャプター1ではホームタウンにある『UNDERTALE』のグリルビーズ（Grillby's）を改造したような店「Sans」の外に立っているのを見つけられる。サンズは主人公のクリスの母親であるトリエルと既に会い、友達になっており、クリスに自分の家に来て弟の世話をしてくれないかと尋ねている。
チャプター2では、店のインテリアがコンビニエンスストアのようになっているのが分かり、サンズはその店の唯一の従業員およびレジ係として登場するが、掃除係だと冗談めかして名乗っている。

### その他メディアでは
『大乱闘スマッシュブラザーズ SPECIAL』では、2019年9月4日にMii 射撃タイプ向けのサンズのコスチュームがダウンロードコンテンツとしてリリースされた。またサンズは、ファンが作成した多くの作品やプロジェクトの主題となっており、数多くのゲーム、作品、ビデオゲームのmodで取り上げられている。
2022年12月22日には『pop'n music UniLab』に同作の楽曲担当キャラクターおよびプレイヤーキャラクターとして登場し、同作ではサンズの誕生日が『UNDERTALE』の最初のリリース日である「9月15日」に設定されている。

## 開発
サンズは、Helvetica書体にちなんで名前が付けられた同名のスケルトンが登場するウェブコミック『Helvetica』の作者であるJ.N. Wiedleから「特別なインスピレーション」を受け、トビー・フォックスによって作成されたものであり、J.N. Wiedleの名前はクレジットにも記載されている。またサンズの最初のコンセプトアートは、フォックスが大学ノートに描いたものとなる。
サンズとの戦闘中に再生される曲「MEGALOVANIA」は、元々2008年に公開された『MOTHER』のハックロム『EarthBound Halloween Hack』用に作曲され、ゲームの数少ない主要人物であるアンドーナッツ博士（Dr. Andonuts）の異なるバージョンのラストボス曲となっている。この曲は後に『Homestuck』でも使われたが、主に『UNDERTALE』のリリース後に人気が高まり、インターネットにて多くのリミックスとミームを生み出した。それ以来、「MEGALOVANIA」は『太鼓の達人 Nintendo Switchば～じょん！』、『太鼓の達人 ドンダフルフェスティバル』、『大乱闘スマッシュブラザーズ SPECIAL』などのゲームに収録されており、またスペインのデート番組「First Dates」にも使用された。オール・エリート・レスリングのハロウィンスペシャルでも使用され、レスラーのケニー・オメガがサンズの衣装を着用し、入場時にこの曲を流している。
サンズは、ダイアログボックスでデフォルトのフォントが使われないキャラクターの一人であり、通常は小文字のComic Sansで台詞が表示される。ただし、サンズが何か深刻なことを言う場合、またはニンゲンを脅す場合にのみにデフォルトのフォントが使われている。またサンズは、フォントのPapyrusにちなんで名づけられたパピルス（Papyrus）という弟とペアになっている。

## 評価

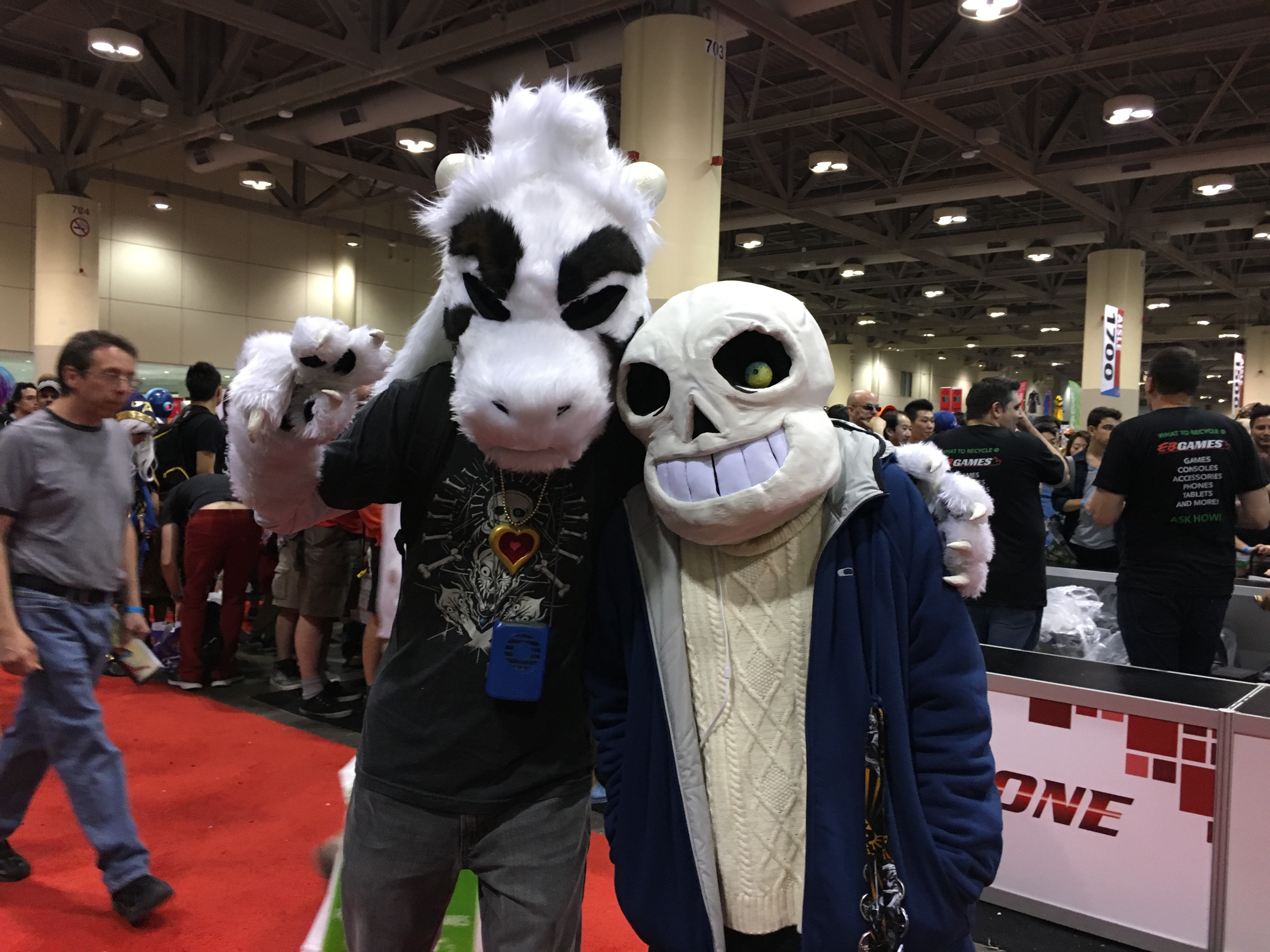
ゲームに登場するアズリエル・ドリーマーのコスプレの右にいるファンによるサンズのコスプレ。

『UNDERTALE』でのサンズの登場は批評家から好評を博しており、ゲーム・インフォーマーのダニエル・タックはボス戦を賞賛している。TheGamerは、サンズを『UNDERTALE』の主要人物の中で3番目に優れたキャラクターとしてランク付けし、「サンズの賢明なジョークは常にデリバリー中のスポットだが、サンズはそれだけでなく、提供できるものがたくさんある。」と述べている。スクリーン・ラントのディラン・デンブロウは、サンズをこれまでで最も難しいビデオゲームのボスの1人として位置付けている。『UNDERTALE』のリリース1周年を記念してトビー・フォックスが行ったQ＆Aでは、ファンから寄せられた質問を一番多く受けたのはサンズとパピルスであった。Polygonのスタッフであり作家でもあるコリン・キャンベルからは、2010年代の最高のビデオゲームのキャラクターの1人にランク付けされており、コリンは「サンズがジョークを言う時、ウィンクすると同時に、カメラワークがサンズにズームインする。この手法は決して古臭くならないだろう。」と述べている。IGNのスタッフは、サンズをビデオゲームの最高のラストボスの第2位にランク付けしている。デン・オブ・ギークのマシュー・バードは、サンズを史上最高のビデオゲームのノンプレイヤーキャラクター(NPC)の7位にランク付けし、「このゲームの複雑な道徳性と邪悪なユーモアのセンスを実際に体現している」と述べている。
サンズは、ゲームのファンからも好評を博しており、多くのファン作品の主題となっている。プロレスラーのケニー・オメガは、2019年10月30日のAEWダイナマイトのエピソードでサンズの恰好をし、『Undertale』への愛を表明している。『大乱闘スマッシュブラザーズ SPECIAL』のMiiファイターのコスチュームとしてのサンズの参加は、ファンから肯定的な反応を集めており、ファンは参加後にミームとファンアートを作成している。
2022年9月8日、サンズはTwitterにて3日間のトーナメント「Ultimate Tumblr Sexyman」に選ばれ、『モブサイコ100』の登場人物・霊幻新隆と共に最終選考に残ったが、50.1％の得票率でサンズが霊幻を上回った。この結果を受け、トビー・フォックスは霊幻がサンズを追い抜こうとする様子をコミカルに描いた短編ストーリーを執筆した。